# The Woman the Germans Shot
Pour plus de détails, voir Fiche technique et Distribution.
The Woman the Germans Shot (ou The Cavell Case) est un film américain réalisé par John G. Adolfi, sorti en 1918.

## Fiche technique
- Titre : The Woman the Germans Shot ou The Cavell Case
- Réalisation : John G. Adolfi
- Scénario : Anthony Paul Kelly (en)
- Photographie : Max Schneider
- Pays de production : États-Unis
- Format : Noir et blanc - 1,33:1 - Film muet
- Genre : biographie, guerre
- Durée : 60 minutes
- Date de sortie : 1918

## Distribution
- Julia Arthur : Edith Cavell
- Creighton Hale : Frank Brooks
- Thomas Brooks : George Brooks
- George Le Guere (en) : George Brooks enfant
- William H. Tooker : Général von Blissing
- J. W. Johnston (en) : Ministre américain
- Paul Panzer : Baron von der Lancker
- Martin Faust : Secrétaire américain